# Saint-Maurice-Montcouronne
Saint-Maurice-Montcouronne là một xã ở tỉnh Essonne thuộc vùng Île-de-France miền bắc nước Pháp.
Theo điều tra dân số năm 1999, dân số xã này là 1.360.
Danh xưng cư dân địa phương Saint-Maurice-Montcouronne trong tiếng Pháp là Saint-Mauriciens.